# Scheloribates agricolus
Scheloribates agricolus är en kvalsterart som beskrevs av Corpuz-Raros 1980. Scheloribates agricolus ingår i släktet Scheloribates och familjen Scheloribatidae. Inga underarter finns listade i Catalogue of Life.